# Marcelo Demoliner
Marcelo Fedrizzi Demoliner (født 18. januar 1989 i Caxias do Sul, Brasilien) er en professionel tennisspiller fra Brasilien.